# Museo Pedro de Osma

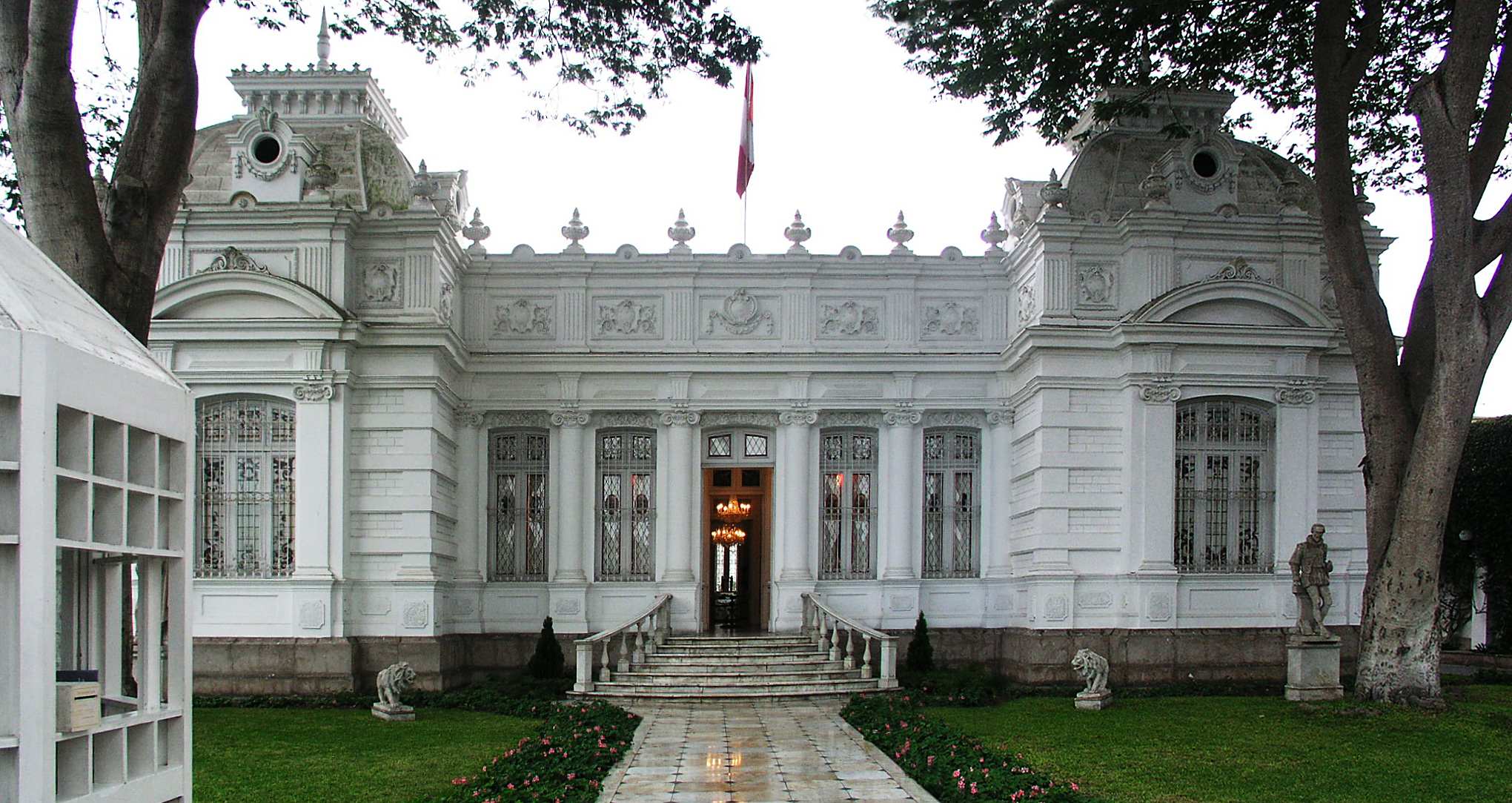
Museo Pedro de Osma

Museo Pedro de Osma är ett konstmuseum som ligger i Barranco i södra Lima, Peru.
Museibyggnaderna består av två byggnader, den ena är familjen Osmas gamla residens, byggt år 1906. Den andra är en utställningshall för tillfälliga utställningar, uppförd 1996. De två byggnaderna omges av en park med marmorstatyer och palmer.
Målningarna i museet är från perioden 1500–1800-talen, av såväl kända som okända konstnärer.
Utställningshallen har klimatanläggning för temperaturen 22 oC och en relativ luftfuktighet om 50%.

## Adress
- Avenida Pedro de Osma, Barranco.